# 881 (電影)
《881》是一部描述新加坡福建歌台文化的電影，也是新加坡導演陳子謙的第三部劇情長片，由新傳媒藝人戚玉武，以及王欣、楊雁雁，和歌台藝人劉玲玲領銜主演。導演陳子謙指出：「881講的故事，就是關於我們7月中元節的一個文化，透過對木瓜姊妹講述他們跑歌台的經驗，要讓年輕人認識福建話的美在裡面。」

## 劇情簡介
善解人意而內向的关音（戚玉武饰），代述了這個故事。患上遺傳性癌症的孤兒小木瓜（王欣饰）和來自小康家庭的大木瓜（杨雁雁饰）在一次歌台福建天王陈金浪的演出現場中偶遇，並相知相惜，便向玲姨（刘玲玲饰）讨教唱歌台的秘诀，最後玲姨的孪生姐妹仙姑（刘玲玲兼饰）成全了她们，卻也讓她們必須遵守歌台的五大条规，包括不能爱上任何男人或接受他们的爱。她們分別努力對抗病魔和父母的反對，终于成为了歌台界有一定地位的木瓜姐妹花，然而卻屢遭榴槤姐妹（郑美云、郑彩云饰）的破壞；另一方面，歌台福建天王陈金浪不幸過世，小木瓜暗自神傷，大木瓜卻從关音的懷裡得到安慰……

## 演員

### 主要演員
- 戚玉武 飾 关音（关音配音由本电影导演陈子谦配音）
- 王欣 飾 小木瓜
- 杨雁雁 飾 大木瓜
- 刘玲玲 飾 玲姨／歌台仙姑

### 其他演員
- 陈伟联 飾 伟联
- 郑美云、郑彩云 飾 榴槤姐妹
- 林茹萍 飾 大木瓜母親
- 黄家强 飾 大木瓜父親
- 王雷 飾 王雷
- 林晓婷 飾 Karen

## 原聲帶
1. 一人一半－伍家輝
2. 身外物－黃星魁
3. 人生的命運－劉玲玲
4. 路邊野花－明珠姊妹
5. 賣雜貨之咖啡－明珠姊妹
6. 相思（弦樂版）
7. 一人一半感情不散－明珠姊妹
8. 行情壞－李佩芬、陳曉欣
9. 頂不住－李佩芬、陳曉欣
10. 最後一口氣（吉它版）
11. 最後一口氣（Cha-Cha）－明珠姊妹
12. 代替－林倛玉
13. 一人一半－伍家輝、雲鎂鑫
14. 相思－王欣、楊雁雁
15. 幸運兒－王欣
16. 行情壞－陳子謙、戚玉武

## 影展
- 2007年12月5日：印尼雅加達國際影展
- 2007年金馬獎入圍最佳造型設計 Moe Kasim 余美璇
- 2008年2月7日：德國歐洲電影市場
- 2012年5月13日：日本東京Sintok新加坡電影節

## 外部連結
- 互联网电影数据库（IMDb）上《881》的资料（英文）
- 豆瓣电影上《881》的資料 （简体中文）
- 881 : 陈子谦作品 - MusicSG